# مینامی‌یاما آشیرو، کیوتو
می‌نامی‌یاما آشیرو، کیوتو (به لاتین: Minamiyamashiro, Kyoto) یک منطقهٔ مسکونی در ژاپن است که در Sōraku District واقع شده‌است. می‌نامی‌یاما آشیرو  ۳٬۴۶۸ نفر جمعیت دارد.